# Raajakumara
Raajakumara es una película en idioma canarés de 2017 dirigida por Santhosh Ananddram y protagonizada por  Puneeth Rajkumar y Priya Anand en los papeles principales. Se convirtió en la primera película en canarés en completar 6000 presentaciones en múltiplex tras seis semanas de su lanzamiento. Fue exhibida 7577 veces en múltiplex tras 87 días de estar en los cines. Se convirtió en la película de mayor recaudación en la historia de la industria cinematográfica canarés superando el récord anterior de la película Mungaru Male.

## Sinopsis
Siddharth (Puneeth) es el hijo adoptivo de la rica pareja Ashok (Sarathkumar) y Sujatha (Vijayalakshmi Singh) lleva una vida feliz en Melbourne, se ocupa de los asuntos de su padre y lucha por el orgullo de su país natal, es un tipo de buen corazón que ayuda a cualquiera que lo necesite. Se enamora de Nandini (Priya Anand), una instructora de salsa. La tragedia golpeó la vida de Siddharth tras perder a toda su familia en un accidente aéreo, por lo que regresa a la India. A su regreso, se entera de un oscuro secreto relacionado con su padre.

## Reparto
- Puneeth Rajkumar como Siddharth.
- Priya Anand como Nandini.
- Ananth Nag como Vishwa Joshi.
- Sarath Kumar como Ashok.
- Prakash Raj como Jagannath.
- Chikkanna como Chikka.
- Sadhu Kokila como Anthony Gonsalves.
- Achyuth Kumar como Krishna.